# آلفرد ییندرار
آلفرد ییندرار (چکی: Alfréd Jindra; ۳۱ مارس ۱۹۳۰ – ۷ مهٔ ۲۰۰۶) قایقران کانو اهل چکسلواکی بود.